# Castell de Malgrat
El Castell de Malgrat és un edifici del petit nucli de Malgrat, o Malgrat de Segarra, declarat bé cultural d'interès nacional. Malgrat, entitat de població de Cervera, se situa al nord-est de Cervera, a la riba dreta del Sió. L'edifici actual és un gran casalot molt reformat que s'alça en la paret més enlairada del llogaret.

## Història
La primera referència documental del castell és en un document de venda, de l'any 1078, d'un alou que hi posseïen, «per aprisionem, in comitatum berchitano, in castrum vocitatum Mal grad», Joan Oromir i la seva muller Adelaida. El castell es trobava dins el comtat de Berga. Segurament Joan Oromir fou el primer senyor del terme. El 1089 n'era senyor Berenguer Ramon. El seu fill, Arnau Berenguer, el donà a l'església de Santa Maria de Solsona l'any 1102. L'oncle d'aquest, Vidià Pere, confirmà la donació el 1104 per a després de la seva mort. El 1112 Vidià era encara senyor del lloc i signà una convinença amb Guillem Dalmau de Cervera, encomanant-li dues terceres parts dels drets que posseïa al «Kastel de Malgrad». L'any 1126 n'eren sotsfeudataris els Puigverd i un membre d'aquesta nissaga cedí al paborde de l'església de Solsona tots els drets sobre els castells de Malgrat i les Piles. També hi tenien drets, com s'ha dit, els Cervera i el 1133, fou jurat el testament de Guillem Dalmau. S'hi ordenava que el «kastrum de Malgrad» fos donat a Guillem de Pujalt, sota el domini de l'església de Solsona.
L'any 1138, el paborde Gausbert de Solsona infeudà el terme i el castell a Solastern, vídua de Guillem Dalmau de Cervera, el seu gendre Guillem de Pujalt, la seva muller Lorena i a llur fill Guillem. Al llarg del segle xii es produïren diverses disputes entre la canònica de Solsona i les famílies feudatàries del castell. El 1164, en el seu testament, Pere de Puigverd confirmà a la canònica el domini sobre el castell. El 1220, Guillem de Cervera i el seu fill, feudataris, cediren al paborde de Solsona, per 280 sous la vila i el castell de Malgrat. A la darreria del segle xiii, els Malgrat posseïen la castlania en nom dels pabordes de Solsona. El 1328, la castlania passà a Arnau de Biure. En els fogatjaments del segle xiv es reconeix la senyoria de la canònica de Solsona sobre Malgrat però el rei devia posseir-hi molts drets jurisdiccionals. El 1393, Joan I va vendre la jurisdicció canonical i el mer i mixt imperi a Ponç de Ribelles que, el 1396, va vendre a Santa Maria de Solsona tota la jurisdicció que hi posseïa. Malgrat continuà sota el domini de la canònica de Solsona fins a l'abolició dels senyorius jurisdiccionals al segle xix.

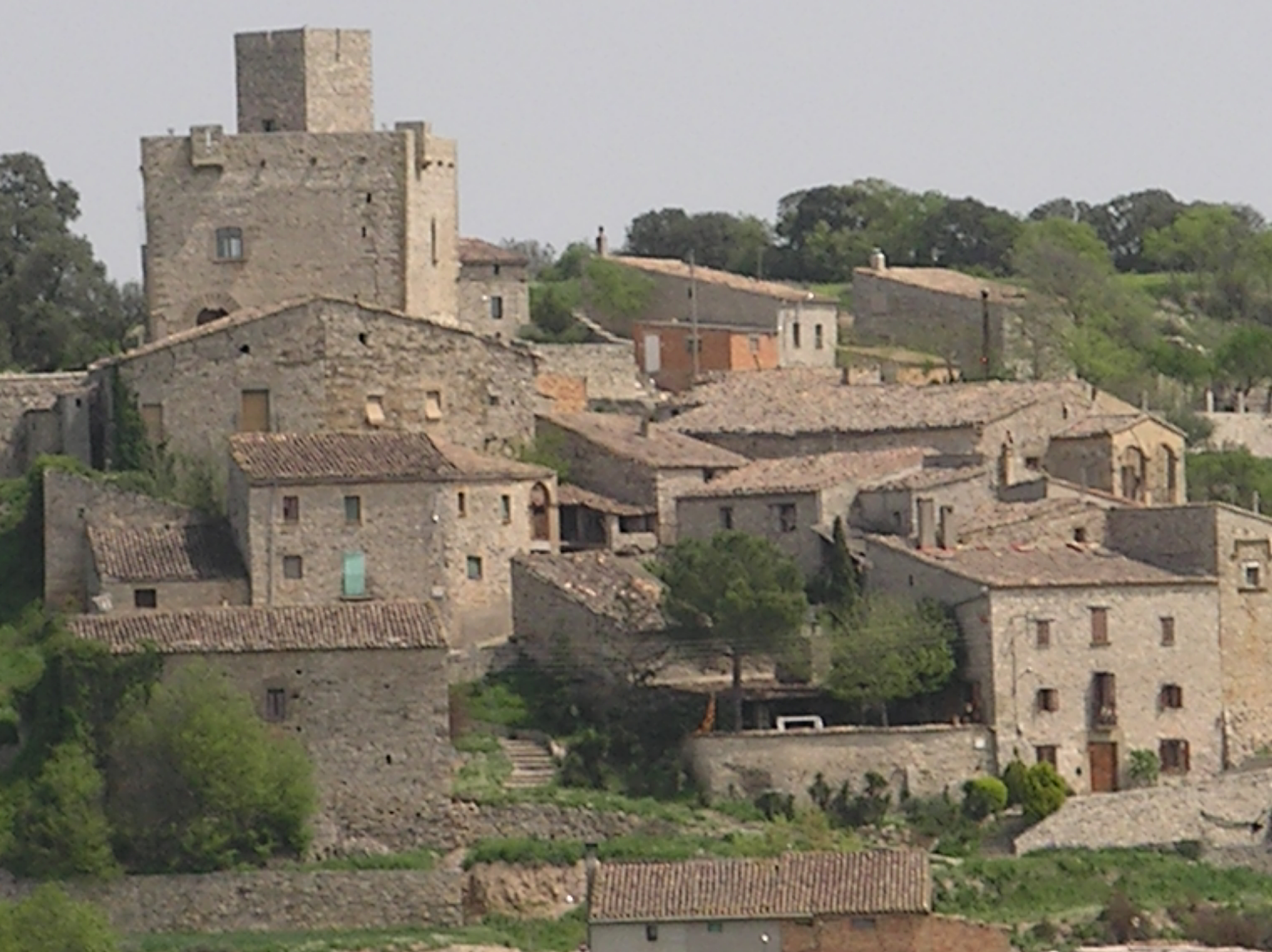
Malgrat, amb el castell a l'esquerra, en el punt més alt (2007)

## Intervenció arqueològica (2006-2007)
La intervenció arqueològica portada a terme entre els anys 2006 i 2007 al castell de Malgrat oferí una visió força concreta del seu origen i evolució i documentà estructures desconegudes fins aleshores. La primera fase del castell es remunta al segle xi, amb una torre de planta rectangular situada al centre del recinte sobirà, envoltada per una muralla perimetral i un fossat pels costats nord i est. A mitjans del segle xii o XIII es bastí la torre trapezoïdal, envoltant a la primera i integrant-la al seu interior. Al tercer quart del segle xiv es construí el cos de la banda nord-oest, de planta trapezoïdal, i la cisterna, que comportà l'anul·lació d'un tram del fossat original i la construcció d'un nou tram paral·lel a la paret de llevant del nou edifici, enllaçant amb l'antic, i l'enderroc de la cantonada nord-oest de la muralla per tal de facilitar la comunicació entre la torre i el nou edifici. Durant el segle xvii, el castell de Malgrat perd progressivament les seves funcions defensives i es transforma en un mas. La muralla perimetral s'enderroca definitivament i s'acaba d'amortitzar el fossat, on es construeixen diferents edificis relacionats amb l'emmagatzematge i l'activitat agrícola. Probablement és en aquest moment quan l'edifici perd la seva aparença de fortificació, es construeix una teulada a doble vessant i s'escapça la torre central. A finals del segle xix o començaments del segle xx, l'edifici gòtic ja estaria totalment enrunat. La cisterna és reutilitzada com a celler de tines i a tocar de la cantonada nord-oest d'aquesta es construeix un cup de vi de grans dimensions i planta circular.
Probablement a mitjans del segle xx, el mas caigué en desús, quedant abandonat. A principis dels anys 90, quan el castell és adquirit per un nou propietari, tot el conjunt es trobava en molt mal estat de conservació. Les obres de restauració efectuades des de llavors li han donat al castell la seva fisonomia actual.

## Arquitectura
L'aspecte actual del castell de Malgrat és fruit de les obres de restauració de finals del segle xx. Destaca un gran edifici de planta trapezoïdal, que envolta una torre de planta quadrangular. L'aparell constructiu és de pedra de mides regulars excepte a les cantonades, fetes amb grans carreus de pedra. Consta de dos accessos, un a la façana oest, d'arc de mig punt adovellat amb diversos símbols heràldics possiblement de Solsona i de la família Malgrat, i un altre a l'est, de recent obertura. Totes les façanes presenten espitlleres als dos nivells de la planta baixa, i la façana est també a la primera planta. Les finestres se situen majoritàriament al primer pis; la més antiga, situada a la façana nord, és una petita finestra d'arc de mig punt rodó i podria ser datada dins el segle xii o la primera meitat del XIII; a les façanes sud i est hi ha dos finestrals que recorden al tipus de finestral geminat gòtic, una finestra quadrada amb ampit motllurat sobresortint també a la façana est i una darrera finestra a la façana oest, amb la llinda corbada. Sobre la porta d'accés a la torre hi ha un balcó amatacanat, afegit als segles XIV-XV i del qual són originàries les dues mènsules. A la cantonada nord-oest del mur nord hi ha un contrafort atalussat que reforça aquesta zona. La torre central es conserva fins a la primera planta, on s'obre la porta original amb llinda plana; la resta de la torre fou sobrealçada durant les obres de rehabilitació.
Al nord-oest de la torre hi ha les restes d'un gran edifici d'època gòtica de planta en forma de "L", el qual ha perdut el mur original de tancament sud i al que s'hi accedeix actualment per l'arc del pont que dona accés a la torre per aquest sector. Probablement disposaria de dues plantes. Es conserven espitlleres als murs nord i oest, la part més fortificada de l'edifici, i diversos arrencaments d'arcs de diafragma. El parament és bastit amb carreus disposats a trencajunt i lligats amb argila. També en aquest sector trobem una cisterna de planta rectangular coberta amb volta de canó, que conserva restes d'arrebossat. Al nord i a l'est del conjunt es conserva un gran fossat que presenta una secció en forma de "U" esglaonada, amb una amplada d'entorn els 3 m. a la part inferior i d'entre 7,60 m. i gairebé els 9 m. a la part superior.